# 耶稣圣心堂 (爱丁堡)
耶稣圣心堂（Catholic Church of the Sacred Heart of Jesus）是苏格兰爱丁堡的一座罗马天主教教堂，由耶稣会管理。它位于市中心爱丁堡老城边缘的劳里斯顿，介于干草市场和Tollcross之间。教堂建于1860年，是A类登录建筑。

## 历史
该堂由詹姆斯·吉利斯代牧主教创建，他邀请耶稣会来到爱丁堡，在市中心附近设立一个堂口。教堂的建筑师是一位耶稣会神父，理查德·沃恩。
当教堂正在建造期间，弥撒在干草市场的一个临时小堂举行，从1859年7月31日开始。1860年7月8日，在新建的圣心堂举行了第一场弥撒。
耶稣会士住在教堂的隔壁，并服务于爱丁堡皇家医院。劳里斯顿耶稣会中心也位于教堂的隔壁，研讨教理和社会问题，以及依纳爵·罗耀拉和现代耶稣会作家和神学家的神学。

## 外部連結
- Sacred Heart Edinburgh （页面存档备份，存于）
- The Lauriston Jesuit Centre （页面存档备份，存于）